# باد الستر
شهر باد الستر در ایالت زاکسن در کشور آلمان واقع شده است.